# Посольство Польши в Греции
Посольство Республики Польша в Греции (пол. Ambasada Rzeczypospolitej Polskiej w Republice Greckiej z siedzibą w Atenach; греч. Πολωνική Πρεσβεία στην Ελλάδα) — польское дипломатическое представительство, расположенное в Афинах, Греция.
В консульский округ Посольства входит вся территория Греции.

## Структура
- Чрезвычайный и Полномочный Посол — руководитель представительства;
- Политико-экономический отдел;
- Консульский отдел;
- Административно-финансовый отдел;
- Военный атташат[2].

## История
Дипломатические отношения между Польшей и Грецией были установлены 13 марта 1919 года.
Первый обмен послами между Польшей и Грецией состоялся в 1922 году.